# Bửu Hòa
Bửu Hòa is een phường van Biên Hòa, de hoofdstad van de provincie Đồng Nai.